# Raymond Mourand

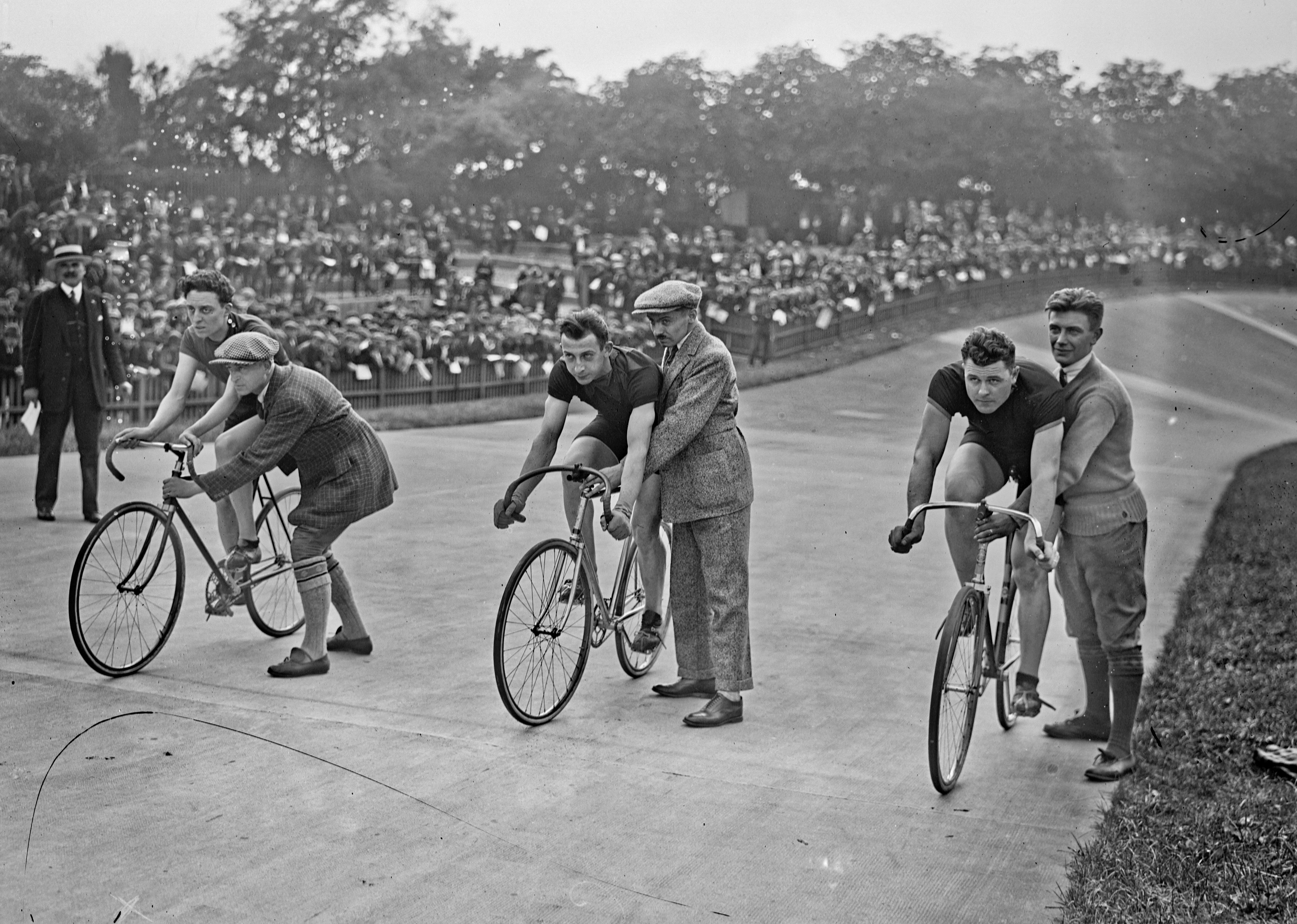
Départ du Grand Prix de Paris des Indépendants, 1925, Gey à g. et Mourand à d.

Raymond, Joseph, Pierre, Emile Mourand, né le 9 novembre 1902 à Angers et mort le 15 décembre 1978 dans la même ville, est un coureur cycliste sur piste, spécialiste de la vitesse.

## Biographie
Raymond Mourand débute sur route en 1920. En 1921, il fait 6e d'un Critérium de Printemps et court Angers-Durtal. Le même jour il bat au sprint Hardouin, l'as incontesté de l'époque, dans le Critérium de Printemps de vitesse. Ce jour-là Mourand a trouvé sa voie; Il s'affirme de suite comme l'un des meilleurs régionaux, conservant toute l'année le brassard Dilecta et accumulant les succès. Il finit  3e du Grand Prix d'Angers derrière Poulain et Peyrode. A Cholet, le 18 novembre, il décroche son premier Championnat du Maine-et-Loire .
En 1922, Mourand est toujours champion du Maine-et-Loire. Le 10 septembre 1922, il gagne la compétition régionale lors de l'inauguration du vélodrome Montesquieu dans le quartier Belle-Beille à Angers et finit, le même jour, 3e du Grand Prix d'Angers,.
En 1923, Il figure dans la finale du Grand Prix de Paris amateurs. Il s'en va faire son service militaire. Il conserve son titre de champion régional et s'adjuge également le championnat de France militaire.
Libéré en 1924, Mourand ne trouve plus de rivaux parmi les régionaux et trouve une nette supériorité sur Devoissoux, Jacques Louet, etc.,. Puis il confirme de sérieuses qualités en inquiétant Cugnot; et en battant Faucheux.
En 1925, il impose son nom en enlevant, à Vincennes, le Grand Prix de Paris indépendants, battant Couder et Gey. Ce dernier le bat tout juste d'une roue dans le Championnat de France des indépendants. Il prend sa revanche sur son vainqueur, 15 jours plus tard, au Parc des Princes. Puis, dans le Grand Prix de Nantes, il élimine Leene et se classe dans la finale derrière Michard et Poulain. Mourand, alors âgé de 23 ans, passe professionnel.
En 1926, Mourand qui s'est entraîné d'une façon particulièrement sévère est le plus fameux « écumeur de l'Ouest » ; À Saintes, La Rochelle, Marennes, Marans, Saint-Brieuc, Tours, etc..., il ne remporte que des succès et devient rapidement l'idole du public. À Angers, associé avec Marcillac, il bat en américaine Baron-Marcot, une équipe qui triomphe un peu partout, en province ou à l’étranger. À Paris, il gagne le Prix Antony devant Devoissoux, Rouyer, J. Louet et remporte, le Grand Prix d’Angers 1926, « ex aequo » avec Gérard Leene,, le Prix de l’Alliance à Buffalo en 1927.
En 1928, il termine à un point de Faucheux dans le Grand Prix d’Angers, battant Bergamini et Schilles. Enfin dans le championnat de France, Michard doit s’employer à fond pour le battre en demi-finale,. Il égale le record du monde du 500 mètres, départ lancé, en 31 s 3/5, à Bordeaux. Il arrive aussi en demi-finale du Grand Prix de Paris ; il est battu par le suisse Ernest Kauffmann. Il finit 3e du Grand Prix de Bordeaux,,,.
En 1929, début d'année creuse, il gagne le Prix de l'Espérance, repêchage du Grand Prix de Paris finit 3e du Critérium national des comingmen,, 3e du Grand Prix de l'Armistice et 2e du Grand Prix du Conseil municipal. Il gagne le match France-Allemagne en battant  Fritz Schamberg au Vél' d'Hiv'.
En 1930, il gagne le Grand Prix d'Angers pour la seconde fois. Durant la saison hivernale 1930/31, avec Roger Beaufrand et Marcel Jean, il brigue la place de troisième sprinter français derrière Lucien Michard et Lucien Faucheux et finit 1re de la poule nationale de vitesse, qualification pour le critérium national d'hiver, devant Beaufrand et Marcel Jean,. Il finit second du Grand Prix d'Angers 1931, derrière Jef Scherens.
Il devient cafetier, place du Ralliement à Angers. Après sa retraite sportive, Il s'occupe des jeunes régionaux, notamment de la destinée de Jean Noblet,,. Il est le directeur du vélodrome Montesquiou, jusqu'en 1943. Il dirige le club cycliste Angers Bâtiment Sport.

## Palmarès

### Championnat de France
- 1923
  -  Champion de France militaire
- 1925
  - 2e du Championnat de France de vitesse des indépendants

### Championnat régional
- Champion du Maine et Loire : 1921, 1922 et 1923

### Grands Prix
- Grand Prix de de Paris de vitesse (indépendants) : 1925
- Grand Prix d'Angers : 1926 et 1930, 2e en 1928 et 1931; 3e en 1921, 1922, 1927 et 1929
- Prix de l’Alliance : 1927
- Petit Prix de Copenhague : 1928[41]
- Grand Prix d'Ouverture du Vél' d'Hiv' : 1928[42]
- 2e du Grand Prix du Conseil municipal : 1929
- Prix de l'Espérance : 1929
- 2e du Grand Prix de Bordeaux : 1930, 3e en 1928 et 1931
- 3e du Grand Prix de l'Armistice en 1929